# Pipistrel Sinus
Der Pipistrel Sinus ist ein Ultraleicht-Motorsegler des slowenischen Herstellers Pipistrel.

## Geschichte
Die Entwicklung des Sinus begann im Jahre 1994  in enger Zusammenarbeit mit der slowenischen Firma Alabastar Ltd. Bereits ein Jahr später wurde das Projekt im Rahmen der AERO 95 in Friedrichshafen erstmals der Öffentlichkeit vorgestellt. 1996 folgte der Erstflug des Prototyps. 2001 nahmen Philippe Zen und Thomas Knowles mit einem Sinus an den World Air Games in Spanien teil und belegten den ersten Platz in der Doppelsitzersparte.

## Konstruktion

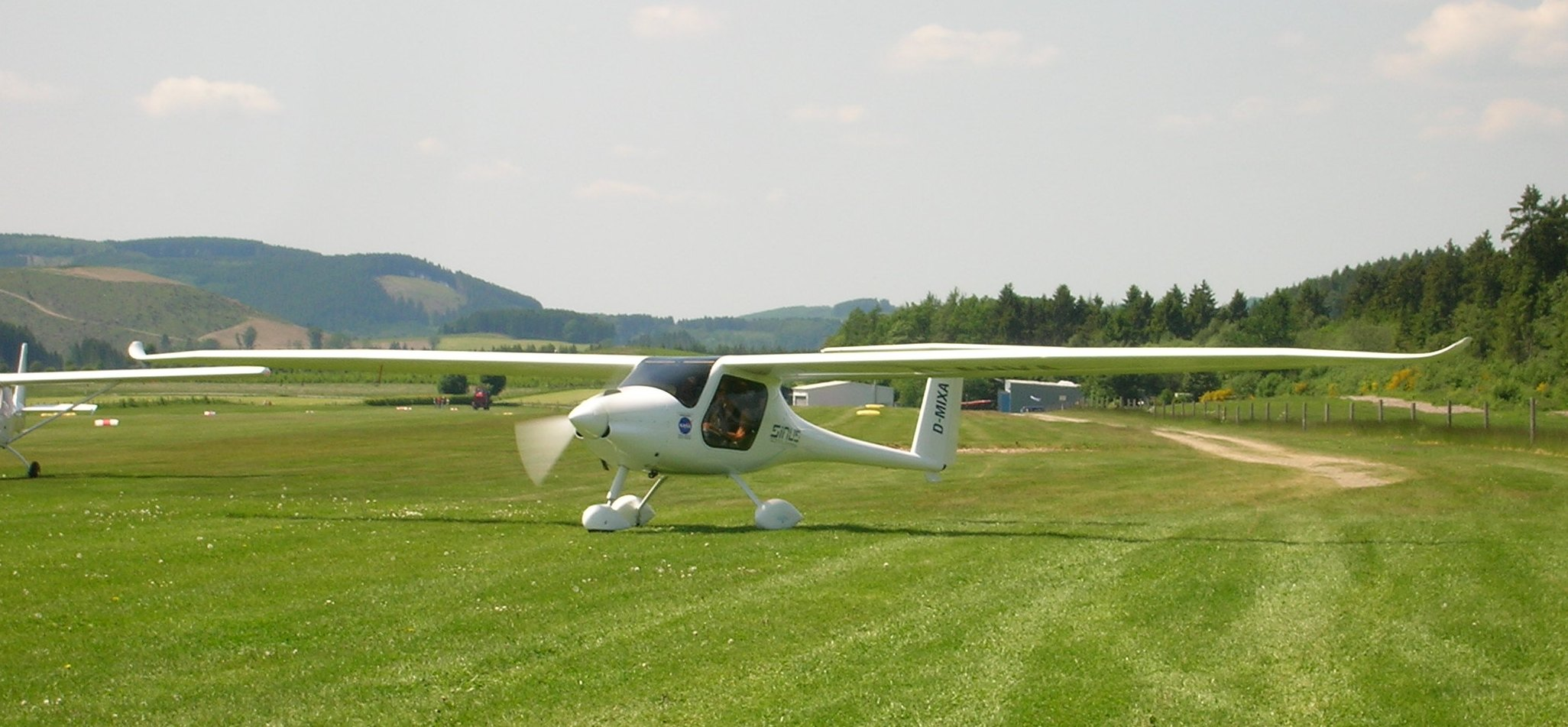
Sinus 912 NW mit Bugradfahrwerk

Der Sinus ist ein modernes zweisitziges Ultraleichtflugzeug in Kunststoffbauweise. Die Tragflächen des Schulterdeckers sind im Vergleich zum Schwestermodell Virus stärker auf den Segelflug ausgelegt und sowohl mit Stör- als auch mit Wölbklappen in Form von Flaperons versehen. Der manuelle Verstellpropeller (Pipistrel VARIO) kann bei ausgeschaltetem Motor parallel zur Längsachse des Flugzeugs ausgerichtet werden, um im Segelflugbetrieb den Luftwiderstand zu verringern.
Neben der Standardvariante mit Spornrad gibt es auch den Sinus NW mit Bugradfahrwerk. Als Motor kommen die Modelle Rotax 503, 582 und 912 zum Einsatz.
Seit 2010 existiert eine an die Zulassungsbedingungen der US-amerikanischen LSA-Klasse angepasste Version. Da die amerikanischen Bestimmungen für diese Klasse einen Verstellpropeller ausschließen, ist der Anstellwinkel der Propellerblätter bei dieser Version im motorisierten Flug fest vorgegeben; bei abgestelltem Triebwerk fährt der Propeller automatisch in Segelflugstellung.

## Nutzung
Aufgrund seiner recht hohen Reisegeschwindigkeit von 200 km/h kann der Sinus leistungsmäßig mit klassischen Reisemotorseglern wie der Super Dimona problemlos mithalten. Darüber hinaus bietet er mit einer Gleitzahl von 27 Segelflugeigenschaften, die denen einer Schleicher K 8 entsprechen.

## Technische Daten
| Kenngröße             | Daten                |
| --------------------- | -------------------- |
| Länge                 | 6,6 m                |
| Spannweite            | 14,97 m              |
| Höhe                  | 1,7 m                |
| Flügelfläche          | 12,26 m²             |
| Beste Gleitzahl       | 27 bei 95 km/h       |
| Geringstes Sinken     | 1,03 m/s bei 90 km/h |
| Leermasse             | 285 kg               |
| max. Startmasse       | 472,5 kg             |
| Reisegeschwindigkeit  | 200 km/h             |
| Höchstgeschwindigkeit | 220 km/h             |
| Reichweite            | 1200 km              |
| Triebwerke            | 1                    |